# 차간하크호

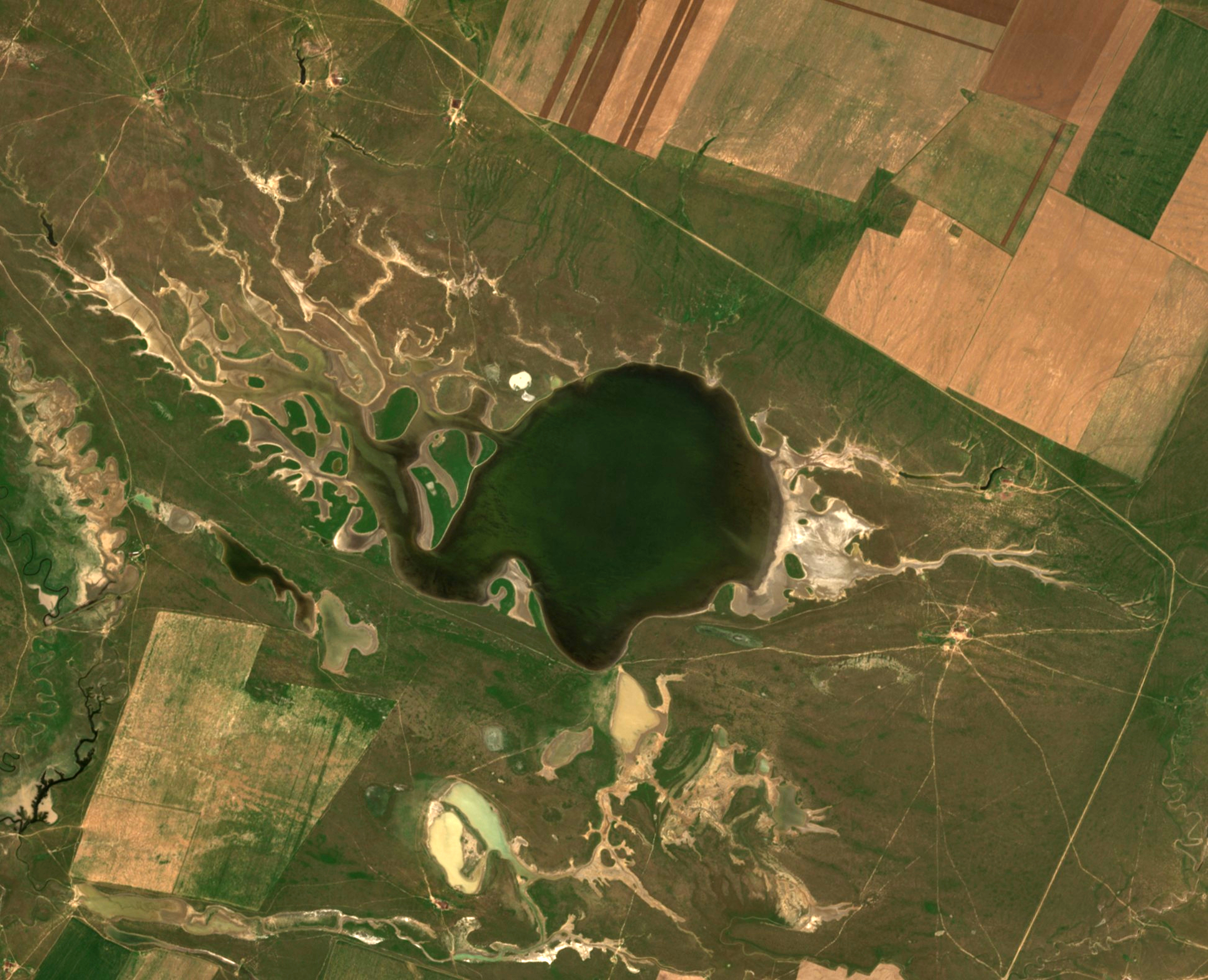

차간하크 호수(러시아어: о́зеро Цага́н-Хак)는 칼미크 공화국의 호수이다. 칼미크 공화국에서는 세 번째로 큰 호수이다.